# Møn
Møn é uma ilha e município da Dinamarca, localizado na região sul, na região da Zelândia.
O município tem uma área de 218 km² e uma  população de 9 455 habitantes, segundo o censo de 2016.